# Emil Bergkvist
Emil Bergkvist (Torsåker (Hofors), 17 giugno 1994) è un pilota di rally svedese, vincitore del titolo mondiale 2018 nella categoria Junior WRC.

## Carriera
Solans iniziò la carriera rallystica nel 2010 a 16 anni, gareggiando in terra svedese con diversi modelli di Volvo, tra cui la Volvo 244 e la 940, sino al 2012. Nel 2013 prese parte ad alcune gare del campionato svedese con una Ford Fiesta R2 navigato da Sofie Lundmark.
Nel 2014 prese parte alla ADAC Opel Rallye Cup, serie tedesca sponsorizzata dall'ADAC, pilotando una Opel Adam e vincendo il trofeo finale. Da metà stagione in poi iniziò a fare coppia con il copilota Joakim Sjöberg.
Nel 2015 partecipò al campionato europeo con una Opel Adam R2, terminando undicesimo nella classifica generale e vincendo quella Junior. Esordì inoltre nel mondiale 2015 al rally di Svezia, dove si piazzò al 22º posto assoluto e al primo della classe RC4, sempre con la Opel Adam R2 e con Sjöberg alle note.
La stagione 2016 lo vide invece impegnato parzialmente nel campionato WRC-2 con una Citroën DS3 R5, serie conclusa al 35º posto finale con 6 punti conquistati. Proseguì a gareggiare in WRC-2 anche nel 2017 con la stessa vettura, chiudendo l'anno al 18º posto finale e gareggiando in coppia con Ola Fløene nelle ultime due gare della serie.
Nel 2018 partecipò al mondiale Junior WRC con una Ford Fiesta R2T e si aggiudicò il trofeo precedendo sul podio finale il connazionale Dennis Rådström e il francese Jean-Baptiste Franceschi. Nella serie WRC-3 fu invece terzo a fine stagione. Durante tutto il 2018 si alternarono alla lettura delle note ben tre copiloti: Fløene, Sjöberg e Patrik Barth, con cui concluse la stagione.
La vittoria nel mondiale Junior del 2018 gli valse come premio una Ford Fiesta R5, con la quale disputò due gare del campionato WRC-2 nel 2019 con Barth come copilota e nel rally del Portogallo conquistò il suo primo punto iridato, chiudendo la gara al decimo posto assoluto.

## Palmarès
- Junior World Rally Championship (2018)

## Risultati

### WRC
| 2015 | Scuderia                                            | Vettura      |  |    |  |  |  |  |  |  |    |  |  |  |  |  | Punti | Pos. |
| ---- | --------------------------------------------------- | ------------ |  | -- |  |  |  |  |  |  | -- |  |  |  |  |  | ----- | ---- |
| 2015 | Emil Bergkvist Motor e ADAC Opel Rallye Junior Team | Opel Adam R2 |  | 17 |  |  |  |  |  |  | 32 |  |  |  |  |  | 0     |      |

| 2016 | Scuderia | Vettura        |  |    |  |  |     |  |     |    |  |  |  |  |  |  | Punti | Pos. |
| ---- | -------- | -------------- |  | -- |  |  | --- |  | --- | -- |  |  |  |  |  |  | ----- | ---- |
| 2016 |          | Citroën DS3 R5 |  | 22 |  |  | Rit |  | Rit | 51 |  |  |  |  |  |  | 0     |      |

| 2017 | Scuderia | Vettura        |    |    |  |    |  |     |  |  |  |    |  |     |  |  | Punti | Pos. |
| ---- | -------- | -------------- | -- | -- |  | -- |  | --- |  |  |  | -- |  | --- |  |  | ----- | ---- |
| 2017 |          | Citroën DS3 R5 | 17 | 17 |  | 32 |  | Rit |  |  |  | 19 |  | Rit |  |  | 0     |      |

| 2018 | Scuderia | Vettura         |  |    |  |    |  |    |  |    |  |    |  |  |  |  | Punti | Pos. |
| ---- | -------- | --------------- |  | -- |  | -- |  | -- |  | -- |  | -- |  |  |  |  | ----- | ---- |
| 2018 |          | Ford Fiesta R2T |  | 24 |  | 22 |  | 34 |  | 20 |  | 17 |  |  |  |  | 0     |      |

| 2019 | Scuderia | Vettura        |  |    |  |  |  |  |    |  |  |  |  |  |  |  | Punti | Pos. |
| ---- | -------- | -------------- |  | -- |  |  |  |  | -- |  |  |  |  |  |  |  | ----- | ---- |
| 2019 |          | Ford Fiesta R5 |  | 14 |  |  |  |  | 10 |  |  |  |  |  |  |  | 1     | 28º  |

| Legenda | 1º posto | 2º posto | 3º posto | A punti | Senza punti | Ritirato | Squalificato | NP=Non partito C=Gara cancellata | Apice=Power stage |

### WRC-2
| 2016 | Scuderia | Vettura        |  |   |  |  |     |  |     |    |  |  |  |  |  |  | Punti | Pos. |
| ---- | -------- | -------------- |  | - |  |  | --- |  | --- | -- |  |  |  |  |  |  | ----- | ---- |
| 2016 |          | Citroën DS3 R5 |  | 7 |  |  | Rit |  | Rit | 13 |  |  |  |  |  |  | 6     | 35º  |

| 2017 | Scuderia | Vettura        |   |   |  |   |  |     |  |  |  |    |  |     |  |  | Punti | Pos. |
| ---- | -------- | -------------- | - | - |  | - |  | --- |  |  |  | -- |  | --- |  |  | ----- | ---- |
| 2017 |          | Citroën DS3 R5 | 6 | 6 |  | 9 |  | Rit |  |  |  | 10 |  | Rit |  |  | 19    | 18º  |

| 2019 | Scuderia | Vettura        |  |   |  |  |  |  |   |  |  |  |  |  |  |  | Punti | Pos. |
| ---- | -------- | -------------- |  | - |  |  |  |  | - |  |  |  |  |  |  |  | ----- | ---- |
| 2019 |          | Ford Fiesta R5 |  | 4 |  |  |  |  | 2 |  |  |  |  |  |  |  | 15    | 30º  |

| Legenda | 1º posto | 2º posto | 3º posto | A punti | Senza punti | Ritirato | Squalificato | NP=Non partito C=Gara cancellata | Apice=Power stage |

### WRC-3
| 2018 | Scuderia | Vettura         |  |   |  |   |  |   |  |   |  |   |  |  |  |  | Punti | Pos. |
| ---- | -------- | --------------- |  | - |  | - |  | - |  | - |  | - |  |  |  |  | ----- | ---- |
| 2018 |          | Ford Fiesta R2T |  | 2 |  | 3 |  | 5 |  | 2 |  | 1 |  |  |  |  | 86    | 3º   |

| Legenda | 1º posto | 2º posto | 3º posto | A punti | Senza punti | Ritirato | Squalificato | NP=Non partito C=Gara cancellata | Apice=Power stage |

### Junior WRC
| 2018 | Scuderia | Vettura         |  |   |  |   |  |   |  |   |  |   |  |  |  |  | Punti | Pos. |
| ---- | -------- | --------------- |  | - |  | - |  | - |  | - |  | - |  |  |  |  | ----- | ---- |
| 2018 |          | Ford Fiesta R2T |  | 2 |  | 3 |  | 5 |  | 2 |  | 1 |  |  |  |  | 128   | 1º   |

| Legenda | 1º posto | 2º posto | 3º posto | A punti | Senza punti | Ritirato | Squalificato | NP=Non partito C=Gara cancellata | Apice=Power stage |

### Rally Dakar
| Anno | Classe | Scuderia          | Vettura          | Pilota          | Pos. | TV |
| ---- | ------ | ----------------- | ---------------- | --------------- | ---- | -- |
| 2021 | T3     | Yamaha Motor      | Yahama           | Mattias Ekström | Rit  | 0  |
| 2022 | Auto   | Audi Q Motorsport | Audi RS Q e-tron | Mattias Ekström | 9°   | 1  |
| 2023 | Auto   | Team Audi Sport   | Audi RS Q e-tron | Mattias Ekström | 14°  | 0  |
| 2024 | Auto   | Team Audi Sport   | Audi RS Q e-tron | Mattias Ekström | 48°  | 1  |
| 2025 | Auto   | Ford M-Sport      | Ford Raptor T1+  | Mattias Ekström | 3°   | 1  |

### W2RC
| Anno | Scuderia        | Vettura          | 1        | 2        | 3     | 4       | 5      | Pos. | Punti |
| ---- | --------------- | ---------------- | -------- | -------- | ----- | ------- | ------ | ---- | ----- |
| 2023 | Team Audi Sport | Audi RS Q e-tron | DAK 924  | ABU 223  | SON 8 | DES 125 | MAR 65 | 7°   | 77    |
| 2024 | Team Audi Sport | Audi RS Q e-tron | DAK 2415 | ABU      | ULT   | DES     | MAR    | 25°  | 15    |
| 2025 | Ford M-Sport    | Ford Raptor T1+  | DAK 314  | ABU Rit1 | SUD   | ULT     | MAR    |      | 45    |